# Desire Francois Ammomoodhoo
Desire Francois Ammomoodhoo (10 de janeiro de 1978) é um futebolista das ilhas Maurícias que atua como goleiro. Desde 2006 joga no Curepipe Starlight Sports Club.